# Typhlops catapontus
Typhlops catapontus este o specie de șerpi din genul Typhlops, familia Typhlopidae, descrisă de Thomas 1966. Conform Catalogue of Life specia Typhlops catapontus nu are subspecii cunoscute.